# Dicke Titten
«Dicke Titten» (en español traducido como "tetas grandes") es una canción del grupo alemán de metal industrial Rammstein, publicada el 27 de mayo de 2022 y lanzada como tercer sencillo de su octavo disco de estudio, Zeit.

## Contexto
A principios de mayo, el sitio web alemán Hallo 24 publicó un artículo con referencia a la página de fans mexicana Rammexicanos, en el que se especulaba que Dicke Titten sería la cuarta canción del álbum Zeit en recibir un vídeo. En el artículo se incluía una foto como prueba, en la que se veía a los seis músicos con trajes tradicionales alpinos y a las seis mujeres con dirndls. La propia banda seguía manteniendo un perfil bajo en ese momento y sólo anunció el 23 de mayo de 2022, con dos días de antelación, en sus canales de redes sociales que el vídeo se estrenaría el 25 de mayo de 2022 por la tarde.

## Vídeo musical
El 24 de mayo se publicaron fragmentos del vídeo en las redes sociales de Rammstein, y el 25 de mayo de 2022 se estrenó el vídeo completo de la canción, en el que aparecen los miembros de Rammstein en un pueblo de los Alpes, habitado mayoritariamente por mujeres con grandes pechos. Los miembros de la banda, excepto Till Lindemann, están vestidos con los tradicionales lederhosen. Till representa a un anciano ciego (aparentemente en referencia a la letra de la canción), mientras que su compañero Richard Z. Kruspe aparece como un sastre que se disfraza en secreto en un sótano. En el vídeo también hay varias insinuaciones de humor, con miembros de la banda sosteniendo cachorros, las mujeres ordeñando vacas y batiendo mantequilla.

## Promoción
El sencillo salió a la venta el 27 de mayo, mientras que los formatos de CD y vinilo lo hicieron el 8 y 15 de julio de 2022, respectivamente.

## Recepción de la crítica
La revista online estadounidense Loudwire hizo una crítica positiva de la canción, con los siguientes comentarios: "La introducción [...] presenta una melodía optimista interpretada por una sección de vientos antes de explotar en el caos industrial por el que todos conocemos a Rammstein". En una crítica de Zeit, Ferdinand Meyen, de Bayerischer Rundfunk, escribió que la canción, con "su pegadizo estribillo, llevado por un ritmo de música de metales 'Lebt denn der alte Holzmichl noch'", es un "punto culminante del disco".

## Posición en listas
| Listas (2022)                             | Posición más alta |
| ----------------------------------------- | ----------------- |
| Alemania (GfK Entertainment Charts)       | 19                |
| Austria (Ö3 Austria Top 40)               | 9                 |
| República Checa (Singles Digitál Top 100) | 49                |
| Suecia (Sverigetopplistan)                | 10                |
| Suiza (Schweizer Hitparade)               | 27                |